# Numb (Linea 77)
Numb è il terzo album in studio del gruppo musicale italiano Linea 77, pubblicato il 16 maggio 2003 dalla Earache Records.
Nel 2004 l'album venne ripubblicato con un CD aggiuntivo contenente l'esibizione dei Linea 77 all'MTV Day 2003 tenuto all'Arena Parco Nord di Bologna.

## Tracce
Testi e musiche di Linea 77, eccetto dove indicato.
1. Venus – 3:53
2. Insane Lovers – 3:32
3. Fantasma – 3:39
4. Warhol (featuring Aretuska's BrasSicilian) – 3:38
5. Ants – 3:13
6. 66 (Diabolus in musica) (featuring Subsonica) – 4:26 (Linea 77, Subsonica)
7. Third Moon – 4:25
8. I Fall Asleep – 3:36
9. Houdini – 3:32
10. New World Soccer – 4:06
11. Alienation Is the New Form of Zen – 5:14

CD bonus nella riedizione del 2004
- Recorded Live at MTV Day 16/09/03

1. Potato Music Machine – 3:45
2. Warhol – 4:13
3. Ketchup Suicide – 4:24
4. Third Moon – 4:42
5. Moka – 3:33
6. Fantasma – 4:15
7. Touch – 3:55

## Formazione
Gruppo
- Emi – voce
- Nitto – voce
- Chinaski – chitarra
- Dade – basso
- Tozzo – batteria

Altri musicisti
- Aretuska's BrasSicilian – gruppo ospite (traccia 4)
  - Roy Paci – tromba
  - Gaetano Santoro – sassofono tenore e baritono
- Subsonica – gruppo ospite (traccia 6)
  - Samuel Umberto Romano – voce
  - Massimiliano Casacci – chitarra
  - Luca Vicini – basso
  - Davide Dileo – tastiera
  - Enrico Matta – batteria

Produzione
- Linea 77 – produzione
- Alan "Haggis" Haggarty – produzione, registrazione, missaggio, mastering